# Astronomy & Astrophysics
Astronomy & Astrophysics (abgekürzt A&A oder nach ISO 4 Astron. Astrophys.) ist eine Fachzeitschrift für Astronomie und Astrophysik.
A&A entstand 1969 durch Verschmelzung von sechs europäischen Fachzeitschriften:
- Annales d'Astrophysique (Frankreich), gegründet 1938
- Arkiv för Astronomi (Schweden), gegründet 1948
- Bulletin of the Astronomical Institutes of the Netherlands (Niederlande), gegründet 1921
- Bulletin Astronomique (Frankreich), gegründet 1884
- Journal des Observateurs (Frankreich), gegründet 1915
- Zeitschrift für Astrophysik (Deutschland), gegründet 1930

erweitert wurde A&A 1992 durch Einbeziehung von
- Bulletin of the Astronomical Institutes of Czechoslovakia (Tschechoslowakei), gegründet 1947

1990 wurde 'Astronomy & Astrophysics' mit dem zuvor separat veröffentlichten ergänzenden Schwesterorgan 'Astronomy and Astrophysics Supplement Series' verschmolzen. Copyrightinhaber ist die Europäische Südsternwarte.
A&A gehört heute wie:
- Astrophysical Journal,
- Astronomical Journal und
- Monthly Notices of the Royal Astronomical Society

zu den führenden Fachzeitschriften in der Astronomie.

## Mitgliedstaaten
Ursprüngliche Mitgliedstaaten waren die vier Länder der zu A&A verschmolzenen Zeitschriften (Frankreich, Deutschland, die Niederlande und Schweden) sowie Belgien, Dänemark, Finnland und Norwegen. ESO nahm als 'Mitgliedstaat' teil. Norwegen zog sich später zurück, während Österreich, Griechenland, Italien, Spanien und die Schweiz sich anschlossen. Tschechien, Estland, Ungarn, Polen und die Slowakei folgten als neue Mitglieder in den 1990er Jahren. 2001 wurde der Zusatz „eine europäische Zeitschrift“ von der Titelseite gestrichen um die zunehmende weltweite Rolle widerzuspiegeln, und 2002 wurde Argentinien als 'Beobachter' aufgenommen. 2004 entschied das Direktorium, dass „A&A in Zukunft Bewerbungen um unterstützende Mitgliedschaft aus jedem Land weltweit mit gut dokumentierter, aktiver und herausragender astronomischer Forschung in Betracht ziehen wird“. Argentinien erwarb als erstes nichteuropäisches Land 2005 volle Mitgliedschaft.
Brasilien, Chile und Portugal wurden damals Beobachter und inzwischen Vollmitglieder. Weitere Mitgliedstaaten sind (Stand Anfang 2012) Bulgarien, Kroatien und Litauen. Für Astronomen aus Mitgliedstaaten entstehen keine persönlichen Publikationskosten bei Veröffentlichung in A&A, da die Kosten von den unterstützenden Staaten getragen werden.

## Offener Zugang
Seit Anfang 2022 wird Astronomy & Astrophysics im Rahmen des „Subscribe to Open“-Modells vollständig im Open Access veröffentlicht.

## Vorsitzende des Verwaltungsrates
Folgende Personen sind bzw. waren Vorstandsvorsitzende:
- seit 2023: A. Kučinskas
- 2022–2023: W. J. Duschl
- 2016–2022: A. Moitinho
- 2014–2016: J. Lub
- 2011–2013: B. Nordström
- 2010: K.S. de Boer
- 2005–2009: G. Meynet
- 1999–2004: Aa. Sandqvist
- 1993–1998: A. Maeder
- 1979–1992: G. Contopoulos
- 1969–1978: A. Blaauw

## Chefredakteure
Folgende Personen sind bzw. waren Chefredakteure:
- 2012–: Hauptjournal: Thierry Forveille, Briefe: João Alves (ersetzte 2013 Malcolm Walmsley)
- 2006–2011: Hauptjournal: Claude Bertout; Briefe: Malcolm Walmsley
- 2004–2005: Hauptjournal: Claude Bertout; Briefe: Peter Schneider
- 1999–2003: Hauptjournal: Claude Bertout, Harm Habing; Briefe: Peter Schneider
- 1996–1998: Hauptjournal: James Lequeux, Harm Habing; Briefe: Peter Schneider (ersetzte 1997 Stuart Pottasch)
- 1986–1995: Hauptjournal: James Lequeux, Michael Grewing; Briefe: Stuart Pottasch
- 1986–1988: Hauptjournal: Françoise Praderie, Michael Grewing; Briefe: Stuart Pottasch
- 1983–1985: Hauptjournal: Catherine Cesarsky, Michael Grewing; Briefe: Stuart Pottasch
- 1981–1982: Hauptjournal: James Lequeux, Michael Grewing; Briefe: Stuart Pottasch
- 1979–1980: Hauptjournal: James Lequeux, Hans-Heinrich Voigt; Briefe: Stuart Pottasch
- 1975–1978: Hauptjournal: Jean Heidmann, Hans-Heinrich Voigt; Briefe: Stuart Pottasch (ab 1976)
- 1973–1974: Jean Heidmann, Stuart Pottasch
- 1969–1972: Jean-Louis Steinberg, Stuart Pottasch